# Barrett's Privateers
Barrett's Privateers ("I corsari di Barrett") è una canzone folk del cantautore canadese Stan Rogers, inclusa nel suo primo album Fogarty's Cove (1976).
La canzone, impostata come un moderno canto marinaresco, ha acquisito molta popolarità in Canada ed è il brano più conosciuto di Rogers. Numerosi artisti ne hanno realizzato delle cover, ed è uno degli inni non ufficiali della marina canadese.

## La canzone

### Significato
(Ritornello)
Barrett's Privateers è narrata in prima persona da un giovane marinaio canadese, arruolato con l'inganno sulla sgangherata nave corsara Antelope dal suo capitano Elcid Barrett. Egli, ricevuta una lettera di corsa da Giorgio III del Regno Unito per dare la caccia alle navi statunitensi durante la rivoluzione americana, s'imbarca nel 1778 in un disgraziato viaggio che da Halifax lo porta fino alla Giamaica, per poi incontrare una nave mercantile americana con cui l'Antelope ingaggia uno scontro a fuoco. Gli impreparati corsari hanno tuttavia la peggio, e la nave affonda trascinando con sé tutto l'equipaggio; l'unico sopravvissuto è il narratore, che tuttavia ha perso entrambe le gambe nel disastro. Ormai incapace di fare alcunché, il narratore trascorre quindi il resto dei suoi giorni sui moli di Halifax maledicendo Barrett e gli altri corsari per il suo infausto destino.

### Verità storica
Nonostante circolino diverse leggende sulla Antelope ed Elcid Barrett, la storia della canzone è stata completamente inventata da Stan Rogers, che ha comunque usato come base per la composizione veri resoconti dei marinai del XVIII secolo. Una versione vorrebbe che il capitano Elcid Barrett (1705-1778) abbia affrontato la USS Thomas Paine il 10 settembre 1778 e che sia affondato con l'Antelope e tutta la ciurma eccetto un uomo; tuttavia non è mai esistito un capitano Elcid Barrett, così come non è mai esistita una nave della marina statunitense che si chiamasse USS Thomas Paine. Alcune navi della Royal Navy o comunque battenti bandiera britannica avevano per nome Antelope, ma la prima registrata risale al 1780, due anni dopo la supposta nave corsara, che quindi sarebbe puramente un'invenzione letteraria.

## Popolarità e diffusione
Negli anni la canzone, soprattutto dopo la tragica morte di Stan Rogers in un incidente aereo, è diventata il suo brano più popolare. In Canada Barrett's Privateers è estremamente nota e amata, tanto da essere l'inno non ufficiale della Nuova Scozia e della marina canadese. La canzone è inoltre stata oggetto di numerose cover da parte di gruppi famosi.